# Sigdal
Sigdal er en kommune i Buskerud fylke i Norge. 
Den grænser i nord til Flå, i øst til Krødsherad, i sydøst til Modum, i syd til Øvre Eiker og Flesberg og i vest til Rollag og Nore og Uvdal. Højeste punkt i kommunen er Gråfjell der er 1.466 moh.
Den var en del af  Viken fylke som blev etableret 1. januar 2020, men opløst fra 1. januar 2024.

## Areal og befolkning
De fleste af kommunens indbyggere bor i byerne Nerstad, Prestfoss, Nedre Eggedal og Eggedal.
Kommunen præges af højfjeld og dale. Omtrent 72 % af kommunen er dækket af skov, 20% er fjeld – hovedsagelig lavalpin zone. 4% af arealet er dyrket og ca. 4% er søer og elvområder. Tilsammen 842 km². 
Indbyggerne lever hovedsagelig af jord- og skovbrug samt turisme.

## Andersnatten
Dette kendte bjerg er Andersnatten sagnomsust. Det karakteristiske fjeld har givet liv til både sagn og eventyr. Den kendte kunstner Theodor Kittelsen boede tæt ved, og han brugte fjeldet som inspiration til sine mest kendte troldetegninger. 
I dag er Andersnatten et yndet valfartssted for eventyrlystne bjergbestigere, og den bratte væg betegnes som et eldorado for fjeldklatrere. 

## Lauvlia
Theodor Kittelsen er kendt for sine stemningsfulde malerier og eventyrtegninger af trolde, dyr og landskaber. Han boede sammen med familien i Lauvlia som ligger smukt ved søen Soneren i Sigdal. Det var den smukke udsigt som gav ham inspiration til sine malerier og tegninger. 